# Брюн де Сент-Ипполит, Франц Яковлевич
Франц Яковлевич Брюн де Сент-Ипполит (фр. Francois-Hippolyte Brun de Saint-Hippolyte, 1764—1820) — французский судостроитель, на русской службе с 1799 года, корабельный мастер, инспектор Главной контрольной экспедиции Адмиралтейств-коллегии, генерал-майор, младший брат кораблестроителя Якова Яковлевича Брюн де Сен-Катерина.

## Биография
Франц Яковлевич Брюн де Сент-Ипполит родился 31 мая 1764 года в Тулоне (Франция) в семье французского дворянина морского комиссара Бальтазара Брюн де Сен-Катерин (фр. Balthazard Brun de Sainte-Catherine) (1721—1794) и его супруги Маргариты Сорен (фр. Marguerite Saurin) (1726—1785). Отец был гильотинирован 1 апреля 1794 года в Тулоне по приговору Революционного трибунала.
Учился морскому инженерному искусству под руководством кораблестроителя Жака-Ноэля Сане (Jacques-Noеl Sanе) (1740—1831), до 1795 года состоял в Королевском инженерном корпусе в качестве морского инженера.

### Кораблестроение в Турции
В 1795 году поступил на службу к султану Селиме III в Константинополе Турция, где уже с 1792 года по приглашению турецкого правительства, строил корабли его старший брат Брюн де Сен-Катерин, Яков Яковлевич. Братья построили на турецких верфях построили на турецких верфях 22 военных судна, в том числе линейные корабли «Selimiye» (1797 год), «Fethiye» (1798 год) и 118-пушечный «Mesudiye» (вошёл в строй в 1800 году), а также самый быстроходный парусный 80-пушечный линейный корабль турецкого флота «Седель-Бахр» («Седд Аль-Бахр»), который в ходе Афонского сражения был захвачен русскими моряками. Российский император Павел I, который был осведомлён адмиралом Ф. Ф. Ушаковым и французом на русской службе адмиралом И. И. Траверсе об успешной деятельности братьев-кораблестроителей, поручил российскому послу в Турции В. С. Томаре предложить братьям-кораблестроителям перейти на службу в Россию.

### Служба в Российской империи
16 января 1799 года было принято высочайшее повеление о приёме братьев-кораблестроителей на русскую службу. В октябре 1799 года на фрегате «Поспешный» кораблестроители вместе с семьями и прислугой, корабельным инженером и двумя чертёжниками прибыли в город Николаев, а оттуда направились в Санкт-Петербург. Брюн де Сент-Ипполит был принят на службу в звании корабельного мастера 9-й класса согласно Табели о рангах. В ноябре 1799 года братья приступили к своим обязанностям в Главном Адмиралтействе в Санкт-Петербурге, а его старший брат Брюн де Сен-Катерин был принят корабельным мастером с производством в 7-й класс. Братья в документах Адмиралтейств-коллегии часто именовались Лебрюн старший и младший.
26 марта 1800 года по указу Императора Павла I Адмиралтейств-коллегия приказала Лебрюну младшему строить по чертежу Лебрюна старшего 54-пушечный фрегат на Адмиралтейской верфи. В ноябре 1803 года вместе с корабельным мастером И. А. Амосовым Франц Яковлевич строил 30 лодок для гребного флота в Новом адмиралтействе, каждый по равному числу.
24 июня 1804 года Лебрюн младший был назначен на вакантную должность корабельного мастера в Главную контрольную экспедицию Адмиралтейств-коллегии вместо брата. Дальнейшая служба была связана с контролем над расходованием казённых средств при строительстве кораблей Балтийского флота.
В 1812 году в звании полковника Брюн де Сент-Ипполит состоял в должности советника Главной Контрольной экспедиции при Адмиралтейств-коллегии. 31 мая 1817 года был произведён в генерал-майоры.
Умер 18 марта 1820 года в Санкт-Петербурге, похоронен на Смоленском лютеранском кладбище.

## Награды
- орден Святой Анны 2 степени с алмазами[1]
- орден Святого Владимира 4 степени[14]
- орден Святого Людовика (кавалер)[1][13].

## Семья
5 августа 1788 года Франц Яковлевич женился на Марии-Розалии Викторине Пол (1771— 24 января 1827), в браке имел четверых детей, из которых дочери Елизавета и Мария, а также сын Ипполит, родились до приезда в Россию, а Егор (Георгий) родился в России.
Егор (Георгий) (2 мая 1800-6 ноября 1856) был женат дважды. Первым браком сочетался с Елизаветой Ивановной (урождённая Дюгу, 1809 — 5 февраля 1843). В браке имел 9 детей, в том числе Анатолий (4 мая 1833—19 января 1889) — майор с 1865 года, тайный советник, чей сын Брюн-де-Сент-Ипполит, Валентин Анатольевич был в 1914—1915 годах директором Департамента полиции Министерства внутренних дел Российской империи. Вторым браком Георгий Францевич сочетался с Варварой Алексеевной (?-16 декабря 1875) — писательницей, дочерью писателя Алексея Даниловича Копьева.